# Pulcinella

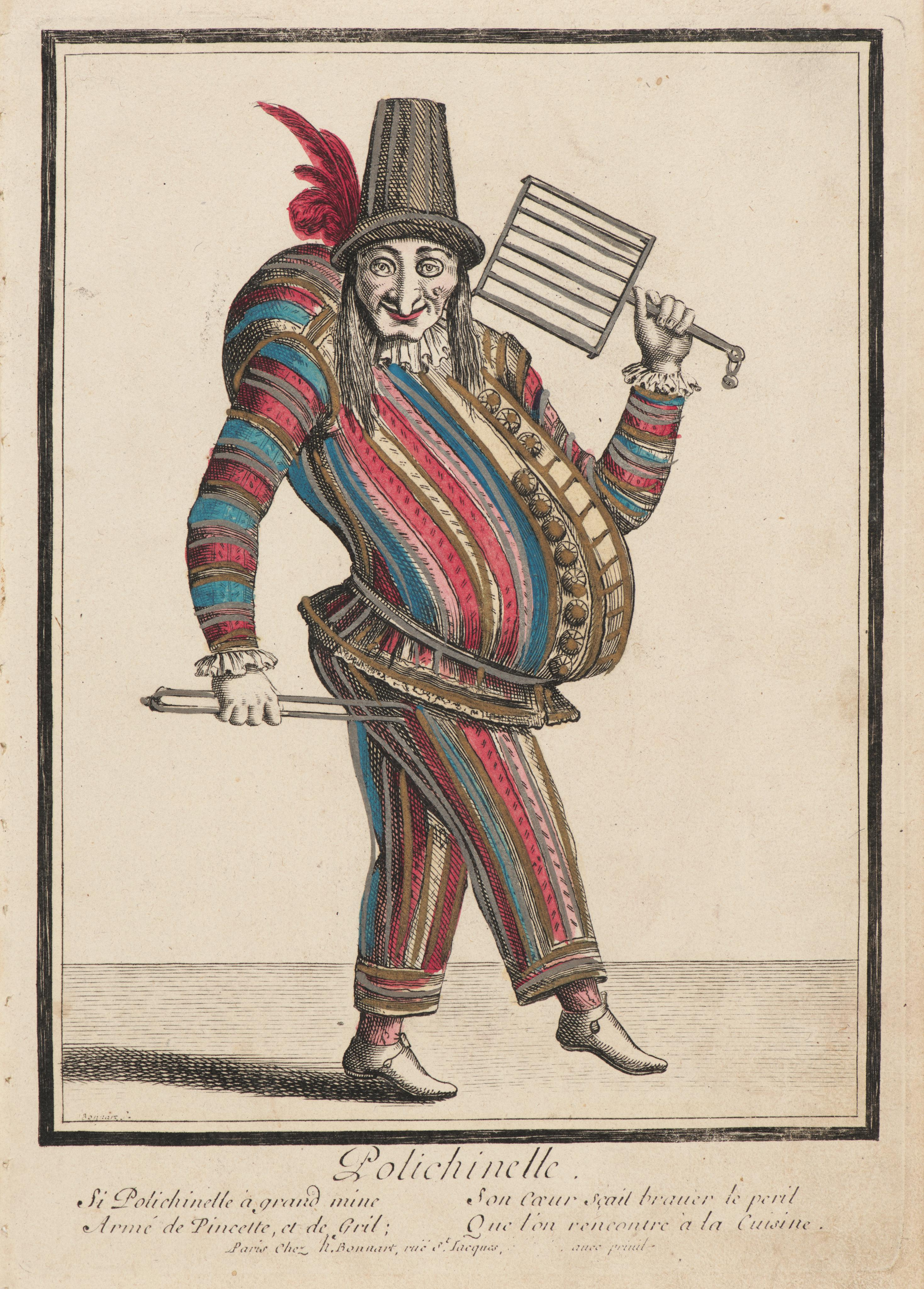
Pulcinella i 1600-talstappning avbildad av den franske konstnären Nicolas Bonnart.

Pulcinella är en rollfigur som kommit att symbolisera napolitanaren i Commedia dell'arte där han introducerades av Silvio Fiorillo i början av 1600-talet. Det finns en mängd mer eller mindre osäkra hypoteser om den något mystiska rollfigurens ursprung. Helt påhittad är en spridd berättelse om att en bonde vid namn Puccio d'Aniello från Acerra skulle ha varit Pulcinellas förebild. Det har även spekulerats mycket om Pulcinellas svarta mask med den långa krokiga näsan och hans namn. Numera är det allmänt accepterat att Pulcinella är ett hopkok av flera olika personer, såväl verkliga som rollfigurer.

## Bakgrund – namnet, mannen och masken
Namnet Pulcinella ter sig märkligt om man ser till att det introducerades i södra Italien på 1600-talet, eftersom det har en feminin form och något liknande inte är känt i dåtidens syditalienska ordförråd. Den oinsatte förväntar sig därför utifrån namnet att rollfiguren är en kvinna men så är inte fallet. I själva verket är Pulcinella en i flera avseenden typisk syditaliensk man, närmare bestämt en bonde som lämnat sin ursprungliga sociala kontext och utvecklats till ett slags social kameleont och dyker upp i alla möjliga sammanhang som inte har det minsta med jordbruk att göra.
Emellertid finns det mycket som tyder på att Pulcinella ursprungligen är en norditaliensk figur, hemmahörande i samma trakter som Harlekin. En karaktär av samma typ beskrivs i Venedig 1515 av Zan Polo och genom honom får man veta att denna rollfigur har en ”pipig” röst. Av Ludovico Carracci (1555–1619), en konstnär verksam i Bologna, har det bevarats ett tryckblad, senare kopierat av mindre kända konstnärer, med en avbildning av en person som enligt texten föreställer Paoluccio della Cerra ”vanligen kallad Pulcinella”. Mannen har dock ingen mask på sig och man tänker sig därför att han möjligen var den verkliga person som på något okänt sätt med sitt smeknamn har bidragit till den sammansatta karaktären Pulcinella.
Masken som Pulcinella har på sig har genom tiderna fått en mängd mer eller mindre kuriösa förklaringar. Vad som är klarlagt är att masken tillhör en grupp figurer, kallade Zanni som har ett gemensamt ursprung i Lombardiet och Veneto och är kända redan från tidigt 1500-tal. Till denna grupp hör även Harlekin. I denna norditalienska familj av masker tillskrivs emellertid den aktuella masken, med en kroknäsa som ofta är så lång att den delvis döljer munnen, som tillhörande Pascariello, en till karaktären påtagligt syditaliensk rollfigur. Pascariello är en bonde som i en del texter sägs vara hemmahörande i närheten av Norcia. Utseendemässigt var hans mask identisk med den senare Pulcinellas med den skillnaden att den var vit.

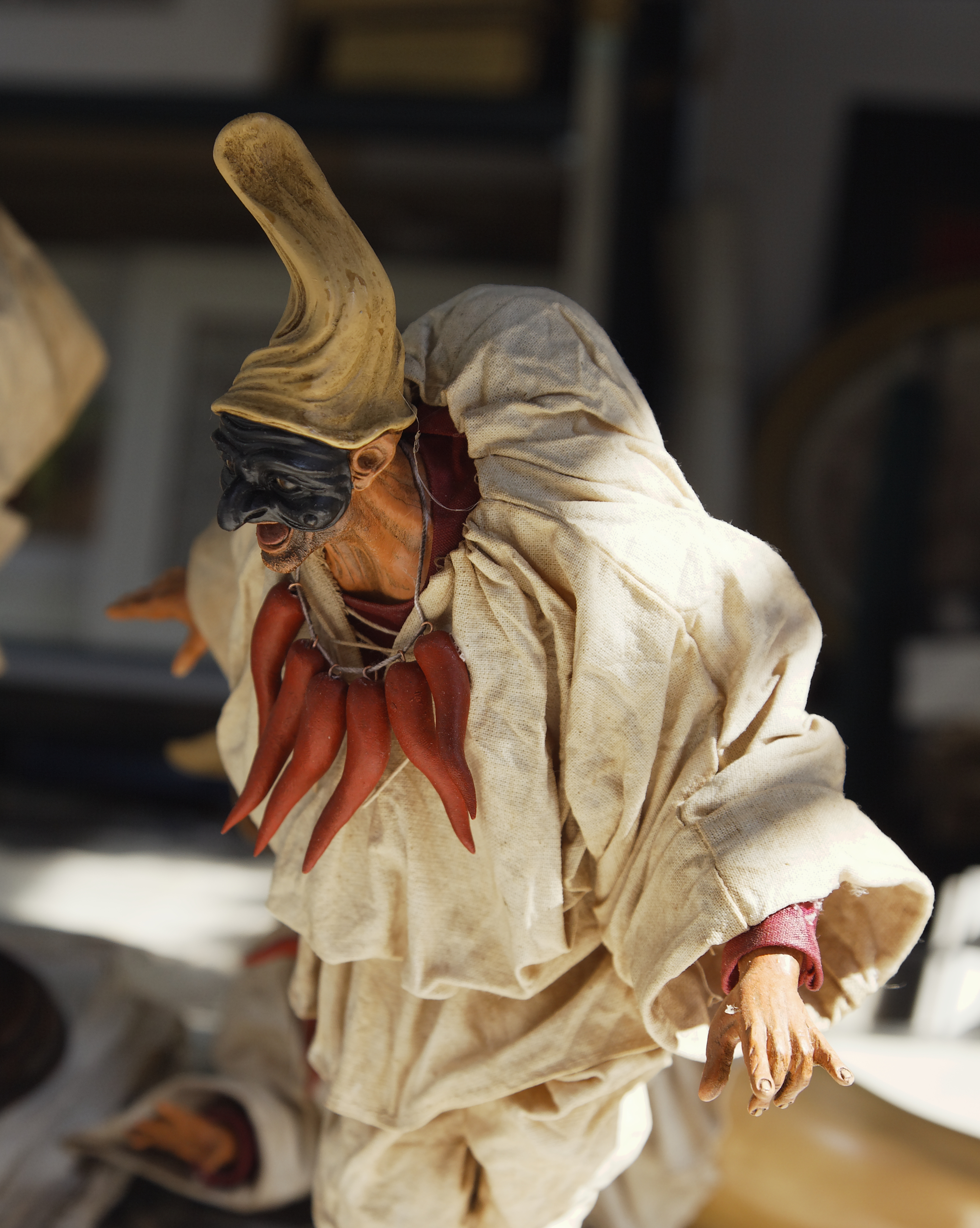
En modern Pulcinella från 2000-talet i aktion

## Pulcinella i Neapel
Exakt när Commedia dell’arte och dess olika rollfigurer slog igenom i södra Italien är inte känt. Vad man med säkerhet vet är att Pantalone och Pulcinella båda är omnämnda i syditalienska källor omkring år 1600. Möjligen har Pantalone vandrat söderut tidigare. En Pantalone-liknande figur finns omnämnd i Rom 1565. Sannolikt någon gång under slutet av 1500-talet har rollfiguren Pascariello introducerats i Neapel och har egenskaper som liknar Pulcinella. Det rör sig om två olika namn på samma rollfigur som var under utveckling och ännu inte fått sin slutliga form. Det finns uppgifter om att Pulcinella vid sina första uppträdanden i Neapel ännu hade vit mask, precis som Pascariello. Första gången man med säkerhet vet att Pulcinella uppträder i Neapel är 1609 då Silvio Fiorillo skrev en pjäs för rollen. Han gestaltade även en annan figur med namnet ”Cietrulo” som har stora likheter med Pulcinella. Den äldsta kända bilden med rollfiguren Pulcinella uppträder 1622 i Balli de Sfessania, ett verk med gravyrer av den franske konstnären Jacques Callot som bygger på skisser han färdigställde i Florens men var modellerna hade sin hemvist är okänt. Sitt nuvarande utseende fick Pulcinella dock först under 1800-talet av Antonio Petito.
Oavsett ursprunget blev Pulcinella tidigt en symbolfigur för Neapel och när en av tidens mest kända napolitanare, Michelangelo Fracanzano, 1685 gjorde rollen i Paris inför Ludvig XIV presenterades inte bara han utan även rollfiguren, för tillfället omdöpt till ”Polichenelle”, som rent napolitanska fenomen. Fracanzano var den förste i en rad av Pulcinella-uttolkare från Neapel som gjorde rollen känd långt utanför staden och befäste bilden av Pulcinella som Neapels store son. Fracanzano efterträddes som den ledande Pulcinella på 1700-talet av Filippo Cammarano som även han fick rutin på att uppträda inför kungar och drottningar. Under 1800-talet var de stora namnen Salvatore Petito och därefter hans son Antonio som dog på scenen iklädd Pulcinellas kläder och mask. I samma pjäs uppträdde Eduardo Scarpetta vars son Eduardo De Filippo blev den mest kände skådespelaren som axlat Pulcinellas roll under 1900-talet. Pulcinella har sedan länge också varit en centralgestalt i napolitansk dockteater.